# Provincia El Oued
Provincia El Oued (în arabă ولاية الوادي‎) este o unitate administrativă de gradul I (wilaya) a Algeriei. Reședința sa este orașul El Oued.